# Music Makes My Day
A Music Makes My Day Olivia Newton-John harmadik önálló, 1973-ban megjelent studióalbuma, melyen  lágy folk és country dalokat és balladákat énekel. Az album Ausztráliában Let Me Be There címmel jelent meg, mely nem keverendő össze az USA-ban megjelent Let Me Be There című válogatással.

## Az album dalai
- Take Me Home, Country Roads (Danoff, Nivert)
- Amoureuse (Sanson, Osborne)
- Brotherly Love (John Farrar)
- Heartbreaker (Russ Ballad)
- Rosewater (Olivia Newton-John)
- You Ain't Got The Right (Locorriere, Sawyer, Haffkine)
- Feeling Best (Glen Shorrock)
- Being On The Losing End (Groszmann, Jones)
- Let Me Be There (John Rostill)
- Music Makes My Day (John Farrar)
- Leaving (Flett, Fletcher)
- If We Try (Don McLean)

## Kiadások
- UK LP: PYE International NSPL 28285
- CD:
- Remastered CD:

## Helyezések
- Album - UK: No.37
- Take Me Home Country Roads - UK: 15, USA Billboard Hot 100:  119
- Let Me Be There - USA Billboard Hot 100: 6, USA AC: 3, Billboard Country: 7, AU: 16